# Мала Губа
Мала Губа (рос. Малая Губа) — присілок в Островському районі Псковської області Російської Федерації.
Населення становить 130 осіб. Входить до складу муніципального утворення Бережанская волость.

## Історія
Від 2015 року входить до складу муніципального утворення Бережанская волость.

## Населення
| 2001 | 2002 | 2010 |
| ---- | ---- | ---- |
| 316  | ↘207 | ↘130 |